# Tambour yaylı

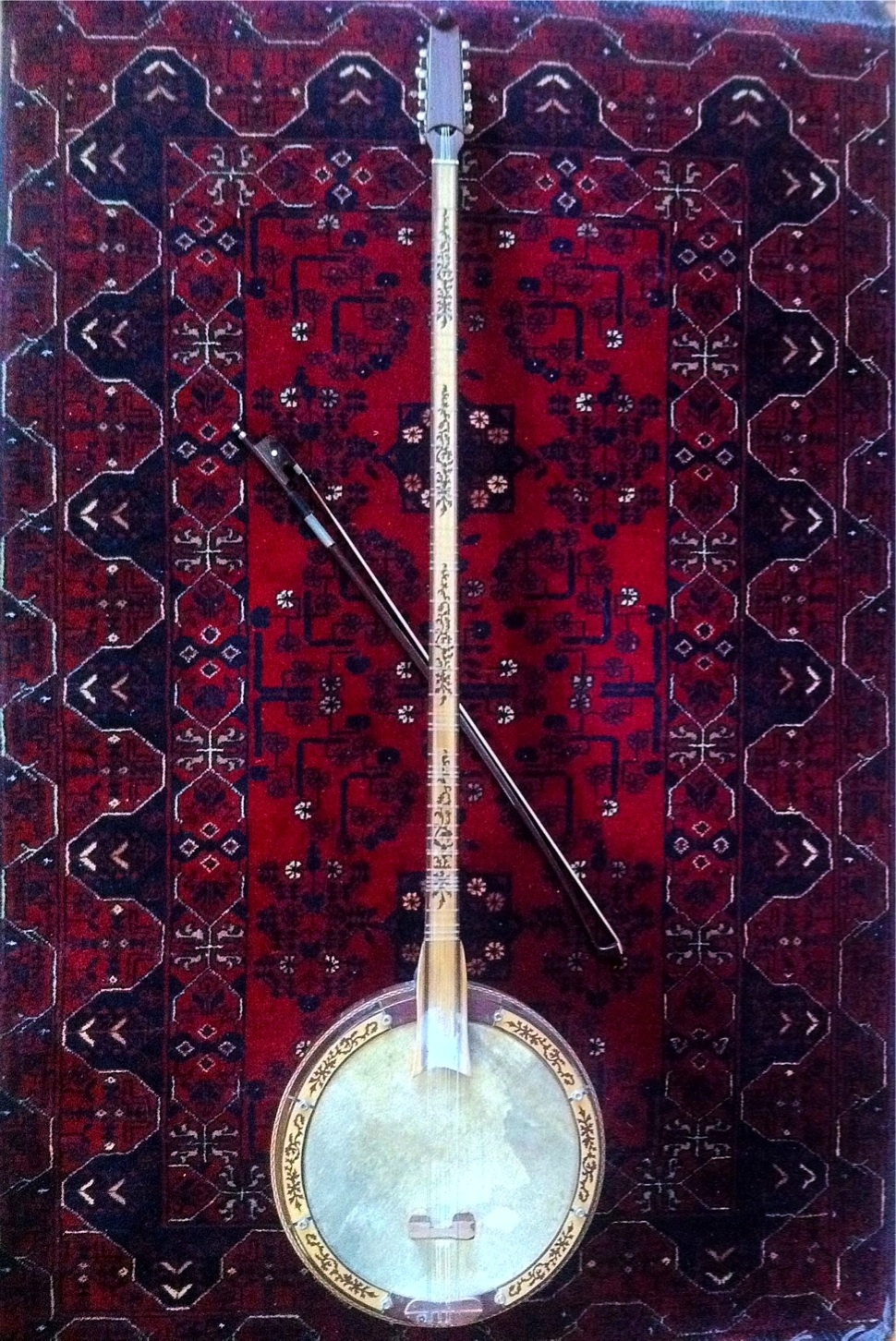
Tambour yaylı.

Le tambour yaylı est un luth à cordes frottées originaire de Turquie. Dérivé du tambour à cordes pincées, sa caisse de résonance circulaire est souvent couverte d'une membrane similaire à celle d'un banjo.